# Lophocalyx spinosa

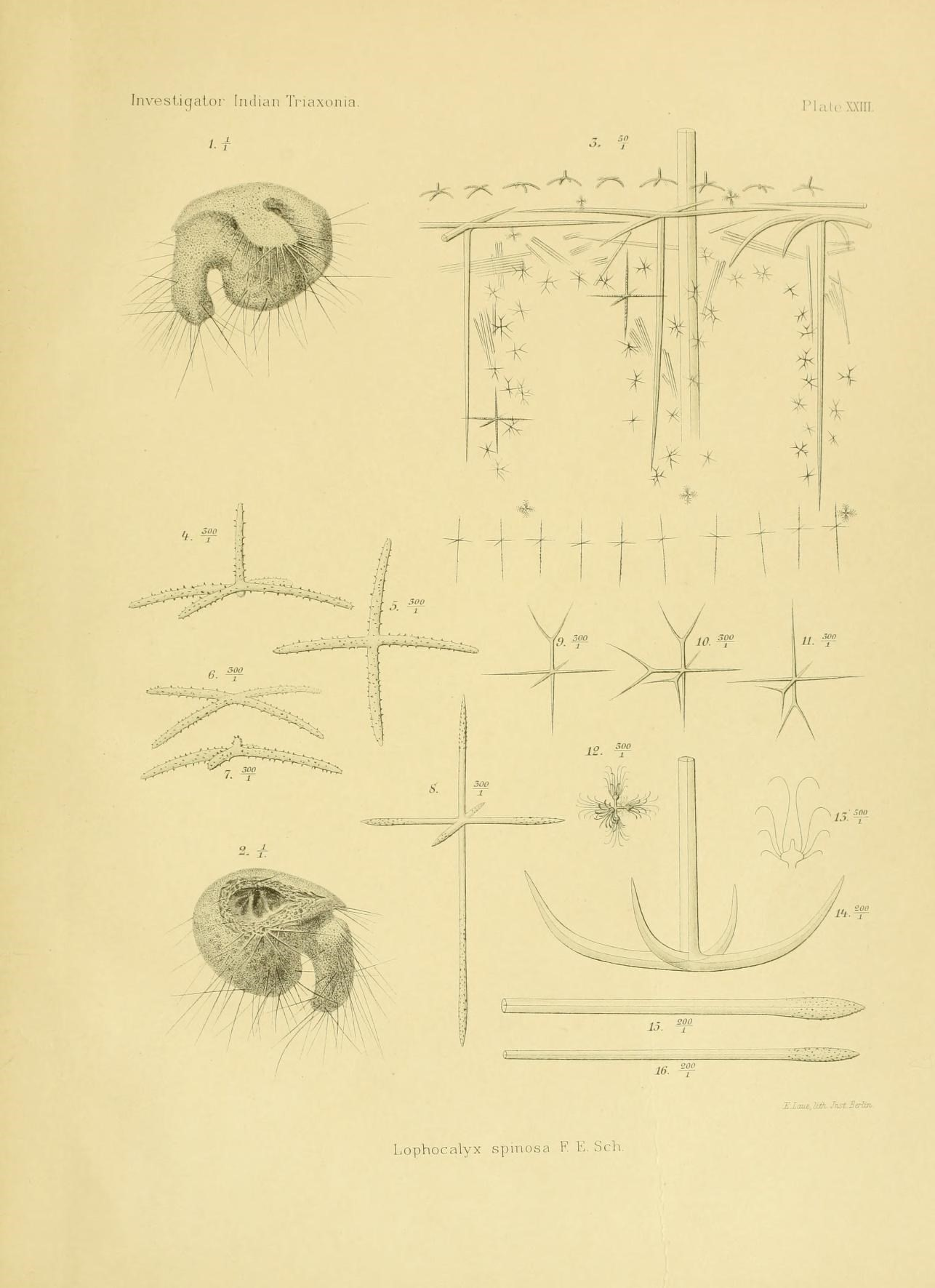
Lophocalyx spinosa

Lophocalyx spinosa är en svampdjursart som beskrevs av Schulze 1900. Lophocalyx spinosa ingår i släktet Lophocalyx och familjen Rossellidae.
Artens utbredningsområde är havet utanför Indien. Inga underarter finns listade i Catalogue of Life.